# Fu Wenjun

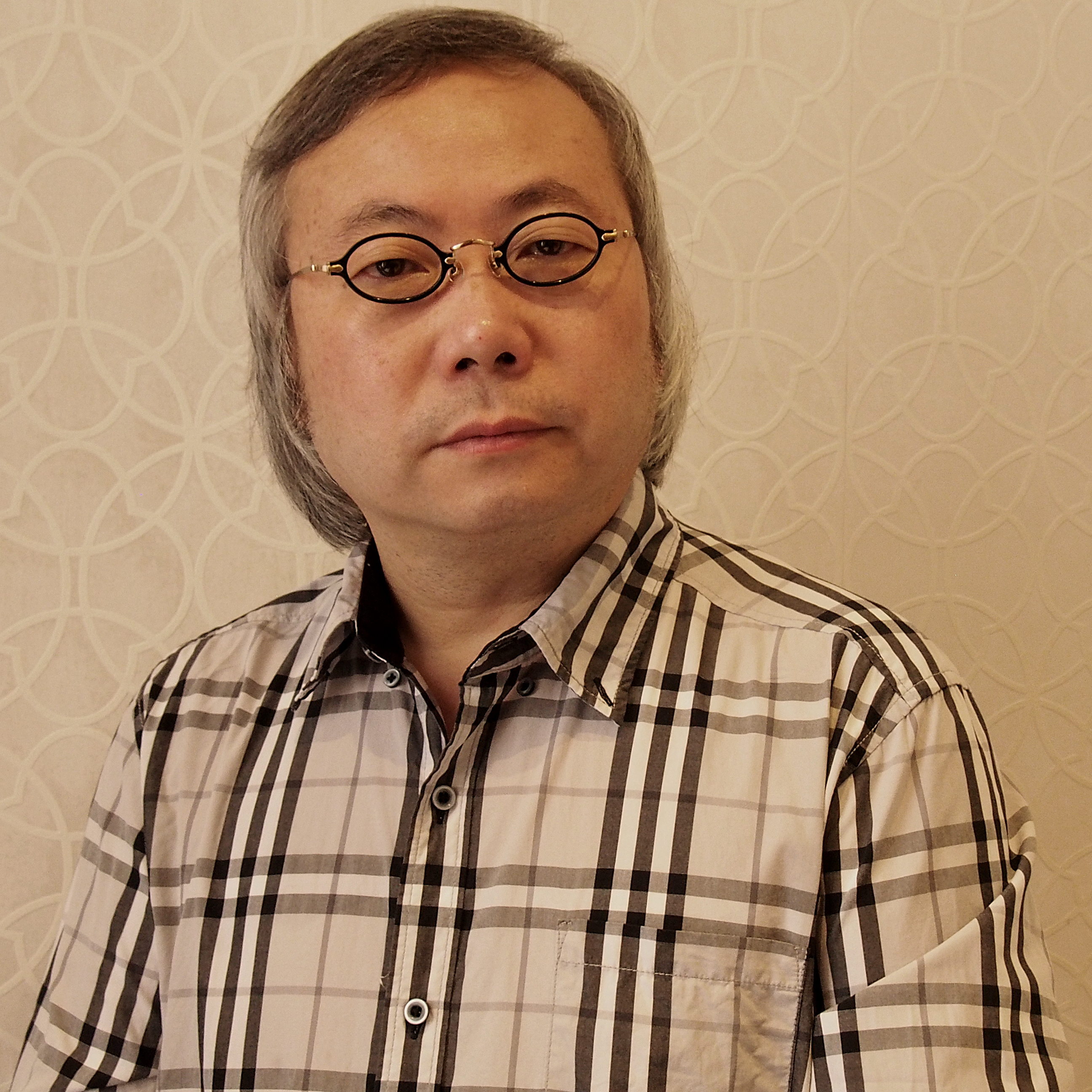
Fu Wenjun (2010)

Fu Wenjun (chinesisch 傅文俊, Pinyin Fù Wénjùn, * 1955 in Chongqing, China) ist ein chinesischer Konzeptkünstler und Fotograf. Er absolvierte sein Studium am Sichuan Fine Arts Institute und ist Mitglied der Chinesischen Photographischen Assoziation (CPA) und der Professional Photographers Association of America (PPA). Er ist Vizevorsitzender des Organisationskomitees der internationalen chinesischen Kunstausstellung und Vizepräsident des Rates für Förderung der Nationengemeinschaft.
Fus Werk besteht aus konzeptueller Fotografie, Malerei, Skulptur und Installation mit Einflüssen traditioneller chinesischer Kunst. Er hat das Konzept der digital pictorial photography entwickelt.

## Preise und Auszeichnungen
- 2018 Global Art Award[1]
- 2015 Auszeichnung Lorenzo il Magnifico, Biennale di Firenze[2]
- 2011 und 2012 Goldener Preis für die Ausstellung der internationalen chinesischen zeitgenössischen Kunst
- 2012 Titel als internationaler ausgezeichneter chinesischer Künstler
- 2009 Goldener Preis der AJAC (Yokohama Internationale Ausländische Künstler-Ausstellung)

## Ausstellungen
Seine Werke wurden in internationalen Museen und Kunsthallen ausgestellt, darunter im National Art Museum of China, im Museu Europeu de Arte Moderno, im The University of Hong Kong, im Grand Palais des Champs-Elysées in Paris, dem Jacob Javits Convention Center in New York City, dem Tokyo Metropolitan Art Museum, dem Yokohama Museum of Art, der Hong Kong City Hall und im Alten Sommerpalast in Peking.

## Einzelausstellungen (Auswahl)
2019
- The Photography Show presented by AIPAD New York, USA.[4]
- "Again Enter the Scene --- Fu Wenjun Digital Pictorial Photography Exhibition", Chongqing Art Museum, Chongqing, China.[5]
- "Digital Brush: The Photographic Process of Fu Wenjun", The University of Hong Kong, Hong Kong, China.[6]
- Palm Beach Modern + Contemporary (Palm Beach, USA, 2019)

2018
- Art Miami (Miami, USA, 2018)
- Biennale d’Arte Contemporanea di Salerno (Italien)[7]
- "Is It Photography – Fu Wenjun Digital Pictorial Photography Solo Exhibition", Dairy Arts Center, Boulder (USA)[8]
- Fine Art Asia, Hong Kong Convention and Exhibition Center, Hong Kong (China)[9]
- Photofairs Shanghai,Shanghai Exhibition Center, Shanghai (China)[10]
- Chianciano International Art Biennale, Chianciano Art Museum, Chianciano Terme (Italien)[11]
- ARTMUC, München (Deutschland)[12]
- World Art Dubai, Dubai World Trade Center, Dubai (Vereinigte Arabische Emirate)[13]
- “Premio Ligures” International Art Exhibition, Castello San Giorgio di Lerici, Lerici (Italien)
- Biennale delle Nazioni, la Scuola Grande della Misericodia, Venedig (Italien)
- International Contemporary Masters Exhibition, Las Vegas Art Museum, Las Vegas (USA)
- Art Palm Beach, West Palm Beach (USA)

2017
- „Introspection of Soul. Artistic Expression in the Digital Pictorial Photography of Wenjun Fu“, Museu Europeu de Arte Moderno (Barcelona, Spain)[14]
- „Harmony in Diversity: Fu Wenjun’s Digital Painting Photography Exhibition“, National Art Museum of China (Peking, China)[15]
- Esposizione Triennale di Arti Visive a Roma, Rome Italien[16]
- London Art Biennale, London, UK[17]
- Biennale Internazionale d’Arte del Mediterraneo, Palermo, Italien[18]

2016
- Triennale dell’Arte Contemporanea, Verona, Italien[19]
- Peninsula Fine Arts Center Biennial 2016, Peninsula Fine Arts Center, USA[20]
- „The Working of Non-Figurative System“, Right View Art Museum, Peking, China[21]
- Biennale Riviera del Brenta, Venedig, Italien[22]
- 11th Rome International Biennale of Art, Rom[23]

2015
- „Thoughtful Images – Fu Wenjun’s Abstract Photography Exhibition“, Guangdong Museum of Art (Guangzhou)[24]
- „Photographic Narrative – Fu Wenjun’s Conceptual Photography Solo Exhibition“, United Nations Headquarters (New York)[25]
- NordArt 2015, Büdelsdorf[26]
- 1st Asia Biennial/5th Guangzhou Triennial, Guangzhou[27]

2014
- Tour Eiffel La Grande Exposition Universelle, Paris, France.[28]
- 2nd International Biennial of Contemporary Art in Argentina, Buenos Aires, Argentina.[29]
- Art Palm Beach, Florida, Vereinigte Staaten.[30]

2013
- Voice of the Unseen Chinese Independent Art 1979/Today, collateral exhibition of Venice Art Biennale[31] 2013, Venedig.

2012
- Conceptual Renewal: A Short History of Chinese Contemporary Photography, Si Shang Art Museum, Peking[32]

2011
- No Life No Death, Lianzhou Bibliothek, Guangdong
- Ravings of No Life, No Death Abbild Kunstraum, Chongqing

2010
- Spirit Icon, Der Alte Sommerpalast, Peking[33]
- Story of Two Parks, Chongqing Bibliothek, Chongqing
- Show of Formality II – Move the Old Summer Palace 1400 km South, Fei Zeitgenössisches Kunstzentrum, Shanghai[34]
- Show of Formality – Fu Wenjun’s Photographic Exhibition of Historical Concept, Museum, Peking[35]